# 鈴木梢
鈴木 梢（すずき こずえ、1982年11月26日 - ）は ジョイスタッフ（JOY STAFF）所属のフリーアナウンサー、リポーター。

## 人物
秋田県湯沢市出身。身長154.5cm、ネコ好き。趣味は電車路線図、山登り、気ままに歩く、風水など。
特技は雪かき、スキーなど。Hometown 府中･小金井･国分寺（ジェイコム東京）の“ホームタウン式きまま旅”では、見た目からは想像もできない大食いっぷりを披露している。

## 出演
- NHK競馬中継（NHK総合・BS-1・hi）キャスター
- デイリー横浜（JCN横浜） キャスター
- Hometown 府中･小金井･国分寺（ジェイコム東京） リポーター
- Tokyoほっと情報～都議会トピックス～（テレビ東京） リポーター
- 聴く日経（ラジオNIKKEI） ニュースアナウンサー
- こんにちは荒川区（荒川CATV） コーナーナレーション
- 千葉の親子三代夏祭り（千葉テレビ放送） リポーター
- ひるびん（テレビ埼玉） リポーター
- 朝まるJUST（千葉テレビ放送） リポーター
- 楽しさいっぱい千葉の海（多摩テレビ･テレビ埼玉･群馬テレビ）リポーター
- ベイスターズ横浜スタジアム場内FM アシスタント
- プロ野球中継（tvk） ベンチリポート
- ウィークリーベイスターズニュース（tvk） アシスタント
- 満天企業（日本テレビ） リポーター
- 地球クラブ（CS） リポーター
- VIDEO DO（テレビ東京） リポーター
- いちばん!（TBS）「ナニがいちばん」モデル
- すぎ☆たま（ジェイコム東京） リポーター
- 南関東地方競馬チャンネル（スカパー!） キャスター
- ジモトピ府中・小金井・国分寺（ジェイコム東京）リポーター
- 府中市大國魂神社例大祭くらやみ祭り生中継(ジェイコム西東京)メインキャスター
- 横浜ユーポスラジオ＋(ラジオ日本)メインキャスター